# Brigitte Scharmacher
Brigitte „Püppi“ Scharmacher (verh. Tenfelde) (* 20. November 1951 in Osnabrück) ist eine deutsche Tischtennisspielerin. Sie wurde fünfmal deutscher Mannschaftsmeister und nahm an zwei Weltmeisterschaften teil.

## Werdegang
Ihre ersten Erfolge erzielte Brigitte Scharmacher im Verein VfL Osnabrück. Hier spielte bereits ihre Mutter Grete (in den 1970er Jahren Bundesmädchenwart) mit der Damenmannschaft in der Oberliga, damals die höchste deutsche Klasse. Im Jugendbereich gewann sie bei deutschen Meisterschaften mehrere Titel. Als 14-Jährige siegte sie bei den niedersächsischen Landesmeisterschaften der Erwachsenen 1965 im Mixed mit Ernst Gomolla. Bald wurde sie in die Damenmannschaft integriert, mit der sie 1966 in die Oberliga aufstieg. Ab 1972 spielte das Team in der neu geschaffenen zweigleisigen Bundesliga. Am Ende der Saison 1972/73 wurde das Team Deutscher Mannschaftsmeister.
Zweimal wurde sie für Weltmeisterschaften nominiert. 1969 nahm sie an den Individualwettbewerben teil, 1971 kam sie auch in der Mannschaft zum Einsatz. Insgesamt viermal war sie von 1970 bis 1971 bei Länderkämpfen vertreten. Dreimal wurde sie bei deutschen Meisterschaften Zweite. 1970 war sie Vierte in der deutschen Rangliste.
Als 1975 der VfL Osnabrück die Qualifikation für die neu eingeführte eingleisige Bundesliga verpasste, wechselte Brigitte Scharmacher zum DSC Kaiserberg. Mit diesem Verein gewann sie von 1975 bis 1978 viermal in Folge die deutsche Meisterschaft. 1980 zog sie sich aus privaten Gründen vom Leistungssport zurück. Später spielte sie noch hobbymäßig mit dem TTC Werden in unteren Klassen.

## Privat
Brigitte Scharmacher war als erfolgreiche Tischtennisspielerin eher unter ihrem Spitznamen „Püppi“ bekannt. Sie studierte ab 1976 in Essen Medizin und promovierte. Hier lernte sie ihren späteren Ehemann Volker Tenfelde (* Oktober 1948 in Osnabrück - † Januar 2020 in Essen) kennen, ebenfalls promovierter Mediziner und langjährig als Neurologischer Chefarzt im St. Josef-Krankenhaus Essen-Kupferdreh tätig, mit dem sie einen Sohn (* 1988) hat.

## Erfolge
- Titelgewinne bei Deutsche Jugendmeisterschaften
  - 1966: Doppel (mit Almuth Stöhr)
  - 1967: Einzel, Mixed (mit Bernt Jansen)
  - 1968: Doppel (mit Wiebke Hendriksen), Mixed (mit Klaus Schmittinger)
  - 1969: Einzel, Doppel (mit Monika Kneip), Mixed (mit Manfred Baum)

- Deutsche Meisterschaften Erwachsene
  - 1971: Platz 2 im Doppel (mit Edit Wetzel), Platz 2 im Mixed (mit Jochen Leiß)
  - 1972: Platz 2 im Mixed (mit Jochen Leiß)

- Bundesranglistenturniere
  - 1971: Platz 3
  - 1972: Platz 3

- Deutsche Mannschaftsmeisterschaften
  - 1973: VfL Osnabrück
  - 1975–1978: DSC Kaiserberg

- Deutscher Pokalsieger
  - 1976: DSC Kaiserberg

- Tischtennisweltmeisterschaften
  - 1969
  - 1971: Platz 7 mit der Mannschaft

## Turnierergebnisse
| Verband | Veranstaltung     | Jahr | Ort     | Land | Einzel    | Doppel    | Mixed     | Team |
| ------- | ----------------- | ---- | ------- | ---- | --------- | --------- | --------- | ---- |
| FRG     | Weltmeisterschaft | 1971 | Nagoya  | JPN  | letzte 32 | letzte 32 | letzte 64 | 7    |
| FRG     | Weltmeisterschaft | 1969 | München | FRG  | letzte 64 | Qual      | letzte 64 |      |